# Élections générales boliviennes de 2002
Les élections générales boliviennes de 2002 ont lieu le dimanche 30 juin 2002 afin d'élire le président et le vice-président, les 130 membres de la Chambre des députés et les 27 membres du Sénat de la Bolivie.
Comme aucun des candidats n'a obtenu la majorité absolue des voix, le Congrès national devait procéder à l'élection de l'équipe présidentielle parmi les candidats qui avait obtenu les meilleurs résultats. Gonzalo Sánchez de Lozada est donc élu président avec 84 votes au Congrès contre 43 votes pour Evo Morales.

## Forces en présence
| Parti | Parti | Idéologie                                                                     | Candidats et colistiers                             | Résultat en 1997                        |
| ----- | --- | ----------------------------------------------------------------------------- | --------------------------------------------------- | --------------------------------------- |
|       | Mouvement nationaliste révolutionnaire Movimiento Nacionalista Revolucionario (MNR)                                  | Droite                                                                        | Gonzalo Sánchez de Lozada Carlos Diego Mesa Gisbert | 18,2 % des voix 26 députés 4 sénateurs  |
|       | Mouvement vers le socialisme Movimiento al Socialismo (MAS)                                                          | Gauche Socialisme du XXIe siècle, bolivarisme, plurinationalisme, indigénisme | Evo Morales Antonio Peredo Leigue                   | Nouveau                                 |
|       | Nouvelle force républicaine Nueva Fuerza Republicana                                                                 | Centre droit                                                                  | Manfred Reyes Villa Ivo Kuljis Füchtner             | Nouveau                                 |
|       | Mouvement de la gauche révolutionnaire - Nouvelle Majorité Movimiento de la Izquierda Revolucionaria - Nueva Mayoría | Centre gauche                                                                 | Jaime Paz Zamora Carlos Saavedra Bruno              | 16,77 % des voix 23 députés 7 sénateurs |

## Résultats
Les élections générales de 2002 sont marquées d'abord par un nombre important de voix remporté par un parti de gauche, chose inédite depuis les élections générales de 1980. D'autant plus qu'entre 1985 et 2002, la distinction entre la gauche et la droite n'avait qu'un sens limité et pouvait être en réalité factice. Les partis principaux souscrivaient en fait habituellement aux mêmes principes économiques et politiques et une fois au pouvoir, se limitaient à approfondir ce modèle avec notamment des réformes de l'administration publique, des privatisations et des décentralisations.
Ces élections ont également été les premières depuis 1985 où de nouveaux partis politiques ont fait leur entrée sur la scène politique bolivienne. En effet, au cours des dernières décennies, le paysage politique était constitué sensiblement des mêmes partis principaux et marginaux. Les partis principaux se disputaient la première place aux élections générales et établissaient des pactes entre eux ou avec des partis tiers afin d'assurer la gouvernabilité de leur gouvernement, et ce, sans que de nouveaux partis émergent ou obtiennent un nombre de voix considérable. En 2002, deux nouveaux partis, le Mouvement vers le socialisme et Nouvelle force républicaine, obtiennent respectivement les 2e et 3e places.
|                       |                                        |                                                        |           |       |         |               |           |               |  |  |  |  |  |  |
| Parti                 | Parti                                  | Candidat présidentiel et colistier                     | Votes     | %     | Députés | Députés       | Sénateurs | Sénateurs     |  |  |  |  |  |  |
| Parti                 | Parti                                  | Candidat présidentiel et colistier                     | Votes     | %     | Sièges  | +/-           | Sièges    | +/-           |  |  |  |  |  |  |
|                       | Mouvement nationaliste révolutionnaire | Gonzalo Sánchez de Lozada Carlos Mesa                  | 624 126   | 22,46 | 36      | 10            | 11        | 7             |  |  |  |  |  |  |
|                       | Mouvement vers le socialisme           | Evo Morales Antonio Peredo Leigue                      | 581 884   | 20,94 | 27      |               | 8         |               |  |  |  |  |  |  |
|                       | Nouvelle force républicaine            | Manfred Reyes Villa Ivo Kuljis Füchtner                | 581 163   | 20,91 | 26      |               | 5         |               |  |  |  |  |  |  |
|                       | Mouvement de la gauche révolutionnaire | Jaime Paz Zamora Carlos Saavedra Bruno                 | 453 375   | 16,32 | 25      | 2             | 2         | 5             |  |  |  |  |  |  |
|                       | Mouvement indigène Pachakuti           | Felipe Quispe Huanca Esther Balboa Bustamante          | 169 239   | 6,09  | 6       |               | 0         |               |  |  |  |  |  |  |
|                       | Unité civique de solidarité            | Jhonny Fernández Saucedo Marlene Fernández del Granado | 153 210   | 5,51  | 5       | 16            | 0         | 2             |  |  |  |  |  |  |
|                       | Action démocratique nationaliste       | Ronald MacLean Abaroa Tito Hoz de Vila                 | 94 386    | 3,40  | 4       | 28            | 1         | 10            |  |  |  |  |  |  |
|                       | Parti Liberté et Justice               | Alberto Costa Obregón Ximena Prudencio Bilbao          | 75 522    | 2,72  | 0       |               | 0         |               |  |  |  |  |  |  |
|                       | Parti socialiste                       | Rolando Morales Anaya Ernesto Ayoroa Argandoña         | 18 162    | 0,65  | 1       |               | 0         |               |  |  |  |  |  |  |
|                       | Mouvement citoyen pour le changement   | René Blattmann Bauer Carlos Alarcón Mondonio           | 17 405    | 0,63  | 0       |               | 0         |               |  |  |  |  |  |  |
|                       | Conscience de la patrie                | Nicolás Valdivia Almanza Esperanza Huanca Poma         | 10 336    | 0,37  | 0       | 19            | 0         | 3             |  |  |  |  |  |  |
|                       |                                        |                                                        |           |       |         |               |           |               |  |  |  |  |  |  |
| Votes valides         | Votes valides                          | Votes valides                                          | 2 778 808 | 66,72 |         |               |           |               |  |  |  |  |  |  |
| Votes blancs          | Votes blancs                           | Votes blancs                                           | 130 685   | 4,36  |         |               |           |               |  |  |  |  |  |  |
| Votes nuls            | Votes nuls                             | Votes nuls                                             | 84 572    | 2,82  |         |               |           |               |  |  |  |  |  |  |
| Total                 | Total                                  | Total                                                  | 2 994 065 | 100   | 130     | en stagnation | 27        | en stagnation |  |  |  |  |  |  |
| Abstention            | Abstention                             | Abstention                                             | 1 170 844 | 28,11 |         |               |           |               |  |  |  |  |  |  |
| Inscrit/participation | Inscrit/participation                  | Inscrit/participation                                  | 4 164 909 | 71,89 |         |               |           |               |  |  |  |  |  |  |

### Composition du Congrès national
Le tableau suivant présente par parti la composition de la Chambre des députés et du Sénat, formant ensemble le Congrès national.
| Parti                                                                   | Députés | Sénateurs |
| ----------------------------------------------------------------------- | ------- | --------- |
| Mouvement nationaliste révolutionnaire (MNR)                            | 36      | 11        |
| Mouvement vers le socialisme (MAS)                                      | 27      | 8         |
| Mouvement de la gauche révolutionnaire - Nouvelle Majorité (MIR)        | 26      | 5         |
| Nouvelle force républicaine (NFR)                                       | 25      | 2         |
| Action démocratique nationaliste (Acción Democrática Nacionalista, ADN) | 4       | 1         |
| Mouvement indigène Pachakuti (Movimiento Indígena Pachakuti, MIP)       | 6       | 0         |
| Unité civique de solidarité (Unidad Cívica Solidaridad, UCS)            | 5       | 0         |
| Parti socialiste (Partido Socialista, PS)                               | 1       | 0         |

### Vote du Congrès national
Le 4 août, les membres élus du Congrès national doivent voter pour le président et le vice-président qu'ils désirent voir à la tête du pays, parmi les deux équipes arrivées en tête. Cette procédure est nécessaire, vu l'absence de majorité absolue qui s'est dégagée pour l'un des candidats lors du vote populaire. Les membres du Congrès doivent donc choisir entre Gonzalo Sánchez de Lozada et Evo Morales à titre de président de la République.
Les membres de Nouvelle force républicaine (NFR) votent symboliquement pour Manfred Reyes Villa comme candidat, ce qui occasionne un rejet automatique des votes dans le processus,.
| Candidat                 | Candidat                  | Parti                    | Votes | %     |
| ------------------------ | ------------------------- | ------------------------ | ----- | ----- |
|                          | Gonzalo Sánchez de Lozada | MNR-MIR-ADN-UCS          | 84    | 54,19 |
|                          | Evo Morales               | MAS-MIP                  | 43    | 27,74 |
| Votes blancs et nuls     | Votes blancs et nuls      | Votes blancs et nuls     | 28    | 18,06 |
| Total                    | Total                     | Total                    | 155   | 100   |
| Inscrits / Participacion | Inscrits / Participacion  | Inscrits / Participacion | 157   | 98,73 |